# La buona novella
 (février 2023).
Si vous disposez d'ouvrages ou d'articles de référence ou si vous connaissez des sites web de qualité traitant du thème abordé ici, merci de compléter l'article en donnant les références utiles à sa vérifiabilité et en les liant à la section « Notes et références ».
Albums de Fabrizio De André
Nuvole barocche
(1969) Non al denaro non all'amore né al cielo
(1971)
La buona novella (en français, La Bonne Nouvelle) est le sixième album du chanteur italien Fabrizio De André, paru en 1970 chez la maison de disques Produttori Associati. Le titre fait référence au concept chrétien d'évangile.

## Titres de l'album
Toutes les chansons sont de Fabrizio De André sauf mention.
Les dix pistes de cet album sont :
| No  | Titre                             | Musique                        | Durée |
| --- | --------------------------------- | ------------------------------ | ----- |
| 1.  | Laudate Dominum                   |                                | 0:21  |
| 2.  | L'infanzia di Maria               |                                | 5:01  |
| 3.  | Il ritorno di Giuseppe            |                                | 4:07  |
| 4.  | Il sogno di Maria                 |                                | 4:07  |
| 5.  | Ave Maria                         |                                | 1:53  |
| 6.  | Maria nella bottega del falegname |                                | 3:14  |
| 7.  | Via della Croce                   |                                | 4:33  |
| 8.  | Tre madri                         |                                | 2:55  |
| 9.  | Il testamento di Tito             | De André et Corrado Castellari | 5:51  |
| 10. | Laudate hominem                   |                                | 0:51  |

## Musiciens
- Fabrizio De André, guitares, chant
- Franco Mussida, guitares
- Andrea Sacchi, guitares
- Franz Di Cioccio, percussions
- Giorgio Piazza, basse
- Flavio Premoli, clavier
- Mauro Pagani, flûte